# Synagoge (Turku)

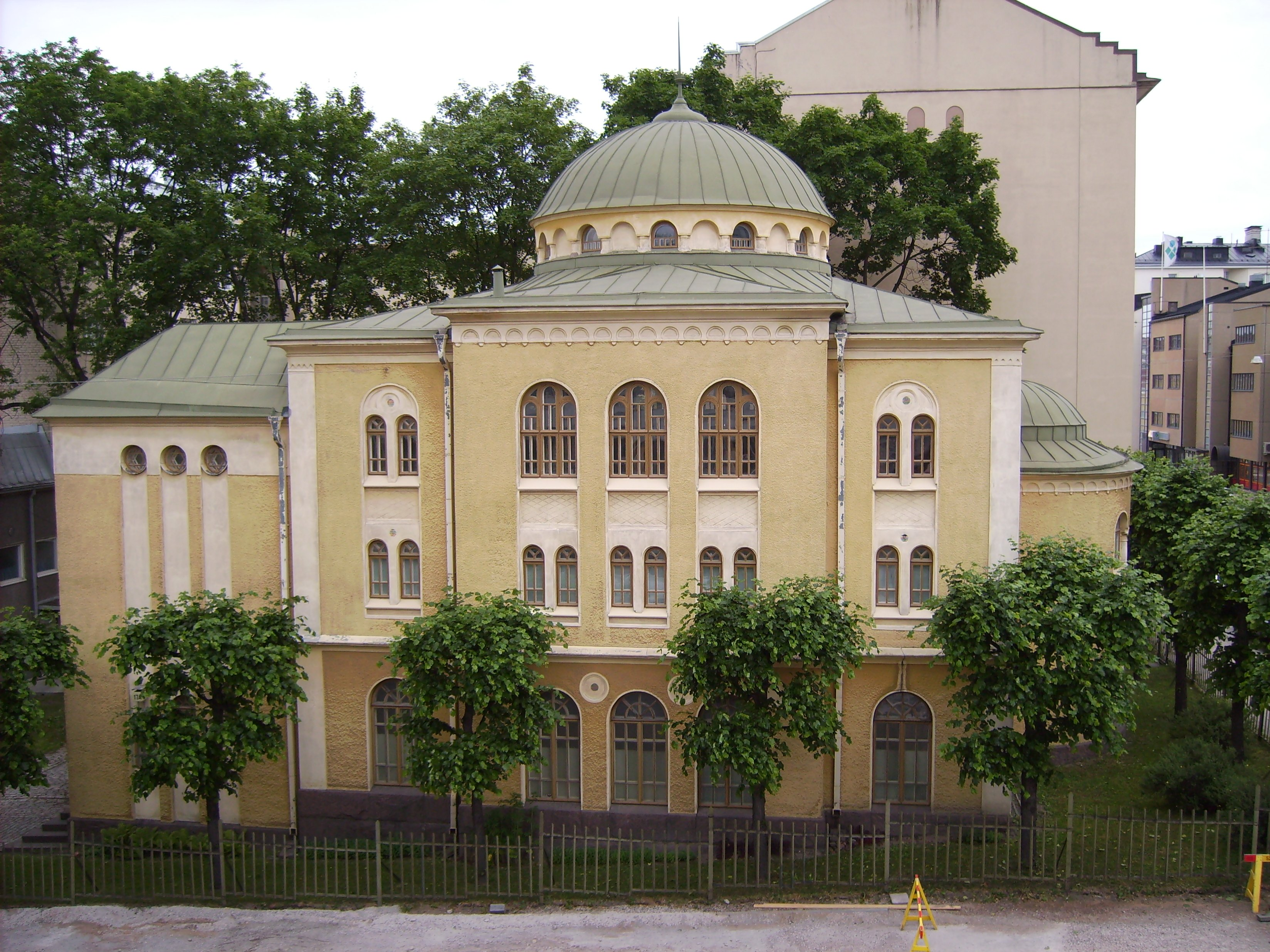
Synagoge in Turku

Die Synagoge in Turku, einer Stadt an der Südwestküste Finnlands, wurde 1912 fertiggestellt. Die Synagoge der aschkenasischen Gemeinde, die am Puutori-Platz steht, ist ein geschütztes Kulturdenkmal.
Das Bauwerk im Jugendstil wurde nach Plänen der Architekten August Krook und Johan Eskil Hindersson errichtet. Die Synagoge aus Ziegelmauerwerk und Bruchstein wird von einer Kuppel überragt.   